# Franz Josef 2. af Liechtenstein
Franz Josef 2. af Liechtenstein (født Franz Joseph Maria Aloys Alfred Karl Johannes Heinrich Michael Georg Ignaz Benediktus Gerhardus Majella 16. august 1906–13. november 1989) var den 14. fyrste af Liechtenstein fra 1938 til 1989.